# 月報
月報（げっぽう）とは、1か月単位で定期的に作成される報告書及び報告書的な性格を持った出版物のこと。発行間隔によって1年ごとに作成される「年報」、四半期ごとに作成される「四季報（四半期報）」、1週ごとに作成される「週報」、毎日作成される「日報」などと対比される。データブック的な性格の強い出版物によく使われる。
会社によっては月ごとの報告書を月報と呼ぶところもある。

## 定期刊行物としての月報の例
- 政府やそれに準ずる組織の報告書的出版物
  - 『司法統計月報』（最高裁判所事務総局が集計した司法統計を掲載した刊行物）
  - 『人口動態統計月報』
  - 『外務省調査月報』
  - 『化学工業統計月報』（経済産業省）
  - 『満鉄調査月報』（満鉄調査部）
- 判例集
  - 『行政裁判月報』
  - 『刑事裁判月報』
  - 『家庭裁判月報』
  - 『訟務月報』
- 特定の組織の会報・機関誌
  - 『出版月報』（全国出版協会）
  - 『天文月報』（日本天文学会）
  - 『化繊月報』（日本化学繊維協会）
- その他
  - 『新聞月報』(新聞月報社）
  - 『酒類食品統計月報』（日刊経済通信社）

## 別刷として添付される“月報”
月報という名称は、文学全集などの連続して刊行される出版物に、別刷として同梱される印刷物の総称としても使用される。
1920年代後半、改造社と春陽堂とによって、日本ではじめての本格的な文学全集が企画された。（定価1円をモットーとしたので、円本と呼ばれた）両者は予約販売などの購読者獲得のためにいろいろな宣伝戦略をこころみたが、その中で、両社は付録としてはさみこみの小冊子（改造社は「改造社文学月報」、春陽堂は「春陽堂月報」と名乗った）を毎月に添付し、その巻に収められた作家の逸話や研究ノートなどを掲載した。これが月報のはじめといわれている。その後、岩波書店の漱石全集（1928年）にも月報が添付されたことから、各種の全集には月報を添付することが日本の出版界のならわしとなった。
なお、“月報”と呼ばれても、刊行頻度が必ず月刊ではない。また、「月報」の代わりに、「付録」や「栞」などのネーミングも見られるし、そのほかには「新釈漢文大系季報」や機関紙の役割を果たす「史料纂集会報」などもある。それ以外には、「決定版梶井基次郎全集」の「檸檬通信」（れもんつうしん）や「水木しげる漫画大全集」の「茂鐵新報」などの自立なタイトルを持つ月報もある。
月報には、その巻と叢書に関係したさまざまな資料が掲載される：研究ノート、学術的随筆、年譜、目録、伝記的回想、編集ノート、執筆者の紹介、正誤表、総目次、そして他の巻の広告などである。その中で、新しい知見が披露されることも多く、ほかの書籍に収録されることのない研究者の必読文献とされている。図書館蔵書管理において、紛失、破棄されることが少なくない。国立国会図書館の所蔵する月報目録が出版されたが、現在月報記事専用索引などが存在しない。
月報掲載の長編がまとめられて単行本として出版されることも多い。石川淳が鴎外全集（1971年から1975年、岩波書店）に掲載したエッセイが『前賢余韻』としてまとめられたり、平凡社は中国古典文学大系（1967年から1975年）の月報掲載文章から選択して『中国古典文学への招待』を編んだりしたことがその例である。2012年には、講談社文芸文庫が絶版となった個人全集とともに発行されていた月報の記事を編んで、『個人全集月報集 安岡章太郎全集 吉行淳之介全集 庄野潤三全集』をもって「個人全集月報集」シリーズを発行し始めた（2014年末まで既刊3冊）。また、新潮文庫でも、小林秀雄全集の月報から選択した文集『この人を見よ』を2015年1月に刊行した。

## 注
1. ↑  高島健一郎「商品としての円本」（『日本出版史料』9、2004年5月所収）
2. ↑  『国立国会図書館所蔵全集月報・付録類目録』 (国立国会図書館, 1996)  ISBN 9784875824848
3. ↑  マイケル・P・ウィリアムス「月報への学術的アクセスの深化―記事索引データベースを目指して」 (英文, "Journal of East Asian Libraries"、No. 157 2013年10月）